# Aprile
Pour la femme politique, voir Nadia Aprile.
Pour plus de détails, voir Fiche technique et Distribution.
Aprile est une comédie dramatique franco-italienne réalisée par Nanni Moretti et sortie en 1998.
Moretti y tient également le rôle principal, celui d'un réalisateur préoccupé par la situation politique de son pays et par la naissance de son fils. La femme de Nanni Moretti ainsi que sa mère et son fils apparaissent aussi dans le film en jouant leur propre rôle.
Le titre, signifiant avril en français, correspond au mois de la naissance de son fils et des élections générales de 1996.

## Synopsis
Le film s'ouvre avec le journal télévisé du 28 mars 1994 le jour du résultat des élections parlementaires italiennes où la coalition de droite menée par Silvio Berlusconi a gagné. Le téléjournal (TG4) en question est présenté par Emilio Fede sur la chaîne Rete 4 du groupe Mediaset appartenant à Silvio Berlusconi. La scène suivante est le téléjournal (TG5) de la chaîne Canale 5 appartenant aussi au groupe Mediaset où les journalistes attendent une réaction des dirigeants du Parti démocrate de la gauche. Le film se termine en août 1997, le jour du quarante-quatrième anniversaire de l'auteur. Nanni Moretti, à table avec sa mère dans cette scène inaugurale du film, est alors déconcerté par la victoire de la droite. Il projette ainsi de tourner un documentaire sur la figure de Berlusconi et sur le conflit d'intérêts. Un ami à lui, journaliste français, l'encourage dans ce sens. Seulement, le projet est mis de côté au profit d'une comédie musicale se déroulant dans les années cinquante (les chansons d'Yma Sumac accompagnent d'ailleurs tout le film). Mais en 1996 ont lieu des élections anticipées et Moretti (qui entre-temps a suspendu sa comédie musicale pour manque d'idée) repense à son projet de film politique : il souhaite réaliser un documentaire sur la campagne.
Au même moment, sa femme lui apprend qu'elle est enceinte, alors la vie de Moretti se divise entre son travail et son futur enfant à qui il accorde beaucoup de temps. Le documentaire ne sera pas réalisé à temps, le projet est alors abandonné et Moretti (aussi du fait de la victoire de la gauche aux élections) reprend son tournage de la comédie musicale. Elle se déroule dans une boulangerie ...

## Fiche technique
- Titre : Aprile
- Titre original : Aprile
- Réalisation : Nanni Moretti
- Scénario : Nanni Moretti
- Production : Angello Barbagallo, Nanni Moretti par la Sacher Film, Les films Alain Sarde
- Photographie : Giuseppe Lanci
- Musique : Ludovico Einaudi
- Montage : Angelo Nicolini
- Décors : Marta Maffucci
- Costumière : Valentina Taviani
- Son : Alessandro Zanon
- Pays de production :  Italie,  France
- Genre : comédie dramatique
- Durée : 78 minutes
- Dates de sortie :
  - Italie : 27 mars 1998
  - France : 20 mai 1998

## Distribution
- Nanni Moretti : lui-même
- Silvio Orlando : lui-même, l'ami acteur de Nanni
- Silvia Nono : elle-même, la compagne de Nanni
- Pietro Moretti : lui-même, le fils de Nanni
- Daniele Luchetti : lui-même

## Distinctions
- Sélection officielle Festival de Cannes 1998[1]

## Article annexe
- Psychotrope au cinéma et à la télévision